# Peter Gizzi

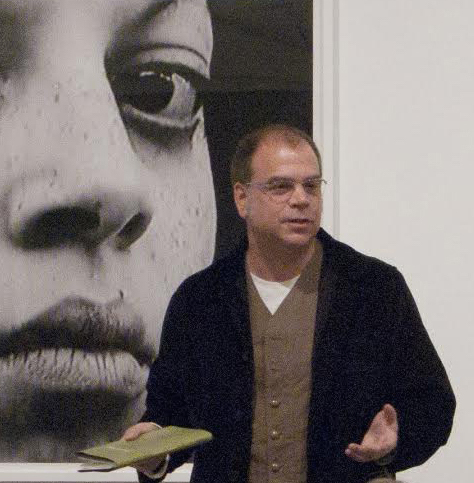
Peter Gizzy

Peter Gizzi (* 7. August 1959 in Alma, Michigan, USA) ist ein US-amerikanischer Autor, Hochschullehrer und Verleger.

## Leben
Gizzi verbrachte den größten Teil seiner Kindheit und Jugend in Pittsfield (Massachusetts). Nach Abschluss der Highschool ging er erst einmal als Arbeiter in eine Kabelfabrik und danach in ein Heim für verhaltensgestörte Jugendliche. Während der Nachtwachen befasste er sich mit Literatur und las unter anderem alles was die „ Burning Deck Press“ veröffentlicht hatte. Er begann seine Studien an der Brown University in Providence, Rhode Island. In den 1980er Jahren lebte er in New York City und studierte dort an der New York University. Er verdingte sich als Kellner, las viel und gab, angeregt durch einen Nachdruck von Blast, seine eigene Zeitschrift o*blék: a journal of language arts heraus, die er 1987 zusammen mit Conell McGrath gründete.
1991 begann Gizzi die Vorlesungen von Jack Spicer herauszugeben. Im gleichen Jahr konnte er, unterstützt von Robert Creeley, Charles Bernstein und Susan Howe an der State University of New York at Buffalo (SUNY) in Buffalo, New York arbeiten. 1993 verließ er nach acht Jahren und zwölf Ausgaben o*blék, die kurz darauf ihr Erscheinen einstellte.
Gizzi lehrte an seiner Alma Mater und an der University of California, Santa Cruz. Von 2001 an war er Professor für das MFA-Program for Poets and Writers an der University of Massachusetts Amherst. An der Zeitschrift The Nation war er der für Dichtung zuständige Herausgeber.
Heute ist Gizzi Herausgeber und im Aufsichtsrat der New Yorker Literaturzeitschrift Conjunctions. Er ist der Bruder des verstorbenen Dichters Michael Gizzi.

## Ehrungen und Auszeichnungen
- 1994: Lavan Younger Poets Award der Academy of American Poets.
- 1999: American Book Award der Before Columbus Foundation.
- Artist in Residence in der MacDowell Colony.
- Guggenheim-Stipendium
- 2011: Poet-in-Residence der Fakultät für englische Sprache der University of Cambridge, Cambridge, England.

## Veröffentlichungen
- Chapbook: Hours of the Book. Zasterle, Gran Canaria 1994, ISBN 84-87647-18-0.
- als Herausgeber: Exact Change Yearbook. 1995.
- als Herausgeber: The House That Jack Built–The Collected Lectures of Jack Spicer. Wesleyan University Press, Middletown, Massachusetts, USA 1998.
- Artificial Heart. Burning Deck Press, 1998.
- Some Values of Landscapes and Weather. Wesleyan University Press, Middletown, Massachusetts, USA 2003.
- Threshold Songs. Wesleyan University Press, Middletown, Massachusetts, USA 2011.
- In Defence of Nothing: Selected Poems 1987–2011, Wesleyan University Press, Middletown, Massachusetts 2014.
- als Herausgeber: My Vocabulary Did This To Me: The Collected Poetry of Jack Spicer. Wesleyan University Press, Middletown, Massachusetts, USA 1998.

### In deutscher Sprache
- totsein ist gut in amerika. Ausgewählte Gedichte, zweisprachig. Übersetzer: Sylvia Geist, Daniela Seel, Christian Lux, Andreas Bülhoff, Simone Kornappel und Jan Skudlarek. luxbooks, Wiesbaden 2012, ISBN 978-3-939557-43-2.